# ブロックギャル
『ブロックギャル』（Block Gal）は1987年にビック東海が作り、セガが業務用として発売したビデオゲーム。セガ・システム2対応。

## 概要
基本は『アルカノイド』などと同様にブロック崩しであるが、ステージクリア後に花模様によって隠されている女性のヌードイラストが表示され、模様が削れていき、幾つかのステージをクリアする事で隠し模様のないイラストを見ることが出来る。